# Polystichum setillosum
Polystichum setillosum är en träjonväxtart som beskrevs av Ren-Chang Ching. Polystichum setillosum ingår i släktet Polystichum och familjen Dryopteridaceae. Inga underarter finns listade.